# Говорящие с ветром
«Говорящие с ветром» (англ. Windtalkers) — американский исторический фильм 2002 года о Второй мировой войне режиссёра Джона Ву с актёром Николасом Кейджем в главной роли.
В основу фильма легли реальные события о морских пехотинцах США, назначенных охранять радистов-шифровальщиков, индейцев из племени навахо, в битве за Сайпан.
Честь была их кодом.

## Сюжет
В битве за Соломоновы острова капрал Джо Эндерс (Николас Кейдж) командует взводом, удерживающим позиции в джунглях. Один за другим все его солдаты погибают в бою с японцами. Получив тяжёлое ранение и контузию от разрыва гранаты, он надолго попадает в госпиталь. Там ему удаётся почти полностью излечиться, остаются лишь серьёзные проблемы с внутренним ухом. Он стремится вернуться в действующую армию, и симпатизирующая ему молодая медсестра помогает Джо пройти проверку на слух. Выписавшись из госпиталя, Эндерс получает звание сержанта и важное задание — охранять в бою шифровальщика, индейца навахо Бена Язи (Адам Бич). Одновременно аналогичное задание получает сержант Окс Андерсон (Кристиан Слейтер), назначенный телохранителем другого индейца — Чарли Уайтхорза (Роджер Уилли). Шифровальный код, основанный на языке навахо, остаётся нераскрытым японцами и не должен к ним попасть ни при каких условиях, поэтому Эндерс и Андерсон имеют секретный приказ убить своих подопечных, если возникнет угроза их пленения противником.
Морская пехота в ходе Марианской операции высаживается на остров Сайпан под сильным огнём противника. Язи и Уайтхорз впервые попадают в бой и видят вокруг себя смерть, и Язи, столкнувшись с этим, не в состоянии выстрелить в противника. С захваченного плацдарма морские пехотинцы выдвигаются вглубь острова. Их колонна попадает под «дружественный огонь» своих батарей, считающих, что обстреливают японские позиции. Рация Язи разбита, и у него нет возможности отозвать артиллерию. Тогда ему в голову приходит дерзкий план — переодевшись в японскую форму, проникнуть в японские траншеи, захватить их рацию и передать сообщение своим артиллеристам. Вместе с ним под видом пленного идёт Эндерс, и их затея полностью удаётся. Язи при этом после колебаний убивает японского радиста. Ему удаётся скорректировать огонь артиллерии на позиции противника. После боя Эндерс награждается Серебряной звездой за сохранение жизней своих солдат, однако он отдаёт медаль рядовому Паппасу (Марк Руффало), чтобы тот отослал её жене погибшего в этом бою друга.
Их подразделение занимает японскую деревню и разбивает там лагерь. Язи отзывают в штаб, и в это время на деревню нападает противник, под огонь попадает Хэрриган (Брайан ван Хольт): одна из пуль попала в баллон огнемета, и Хэрриган загорелся, Эндерс застрелил его. Андерсон погибает, защищая Уайтхорза; Эндерс, видя что тот в руках японцев, кидает гранату и убивает его. После отражения нападения Язи спрашивает Эндерса, где находится Уайтхорз, на что тот отвечает, что убил его. Язи, не знающий о секретном приказе, нападает на Эндерса и едва не убивает его.
Незадолго до окончательного взятия острова их подразделение посылают проверить горный хребет, который должна была обработать артиллерия. По пути они попадают на минное поле, их атакуют японцы, а на господствующей высоте обнаруживается японская батарея. Японские пушки бьют по дороге, по которой двигается колонна американских войск. Командир отделения погибает, и руководство переходит к Эндерсу. Язи безрассудно бросается в атаку, стреляет и убивает японцев. Он теряет рацию, которая необходима, чтобы вызвать поддержку с воздуха для уничтожения батареи противника. Вместе с Эндерсом они, будучи ранеными, возвращают рацию и укрываются от огня. Их окружают японцы, и Язи требует от Эндерса, чтобы тот прикончил его, чтобы код не попал к врагу. Но Эндерс отказывается стрелять в него, и, взвалив его на себя, всё-таки вытаскивает к своим. Язи вызывает бомбардировщики, которые уничтожают японские пушки. Тут он видит, что Эндерс умирает, и пытается его спасти. Эндерс произносит свои последние слова о том, что не хотел убивать Уайтхорза. Фильм заканчивается тем, что Язи, вернувшийся в Соединённые Штаты, с женой и сыном на вершине горы проводит священный ритуал навахо, чтобы выразить своё уважение к Эндерсу.

## В ролях
| Актёр            | Роль                                  |
| ---------------- | ------------------------------------- |
| Николас Кейдж    | сержант Джо Эндерс                    |
| Адам Бич         | рядовой Бен Язи                       |
| Кристиан Слейтер | сержант Пит «Окс» Андерсон            |
| Роджер Уилли     | рядовой Чарли Уайтхорз (Белая Лошадь) |
| Петер Стормаре   | сержант артиллерии Хьелмстад          |
| Ноа Эммерих      | рядовой Чик                           |
| Марк Руффало     | рядовой Паппас                        |
| Брайан ван Хольт | рядовой Хэрриган                      |
| Мартин Хендерсон | рядовой Нэлли                         |
| Фрэнсис О'Коннор | Рита                                  |

## Съёмки
- Первоначально на роль рядового Нэлли был отобран Стив Термас, однако из-за того, что он, будучи резервистом, был на некоторое время призван на военную службу и не мог сниматься, роль получил Мартин Хендерсон.
- Чтобы придать фильму больше аутентичности, киностудия MGM приобрела несколько раритетных радиостанций периода Второй мировой войны у одного из частных коллекционеров в штате Огайо.
- Координатор по работе с оружием Роберт Галотти собрал более 500 раритетных единиц огнестрельного оружия времён Второй мировой войны, добавив к ним 700 резиновых точных копий, использовавшихся ранее при съёмках фильмов. Также были задействованы настоящие американские танки «Шерман» и «Стюарт» и японские «Ха-Го».
- Выход фильма был запланирован на осень 2001 года, но теракты 11 сентября вынудили киностудию перенести премьеру на лето 2002 года. Все постеры и прочая рекламная атрибутика, ранее разосланные по кинотеатрам, были отозваны, позднее став ценным раритетом в среде коллекционеров.
- Непосредственно перед съёмками большинство задействованных в фильме актёров вместе с 62 участниками массовки прошли интенсивную недельную подготовку в специально созданном для них тренировочном лагере. Продюсеры заручились поддержкой министерства обороны, разрешившего воспользоваться для тренировок своей базой морской пехоты, расположенной на острове Оаху на Гавайских островах. Там под руководством отставного старшего сержанта Джеймса Девера и предоставленных в его подчинение инструкторов из числа находящихся на службе морских пехотинцев актёры помимо физической подготовки учились и мельчайшим деталям из образа жизни морской пехоты.
- Первоначально в фильме присутствовал персонаж «Дантист», в одном из эпизодов он подходил к телу убитого, и со словами «Идите к папочке» выдергивал у того золотые зубы. Однако, по мнению цензора вооруженных сил США, подобное поведение не соответствовало образу десантника. Учитывая, что армия активно помогала в создании фильма, данную сцену пришлось вырезать.

## Кассовые сборы
Фильм стал кассовым провалом, собрав менее 41 миллиона долларов в прокате США и в общей сложности 77,6 миллиона долларов по всему миру при производственном бюджете в 115 миллионов долларов.

## Критика
На Rotten Tomatoes фильм имеет рейтинг одобрения 33% на основе отзывов 166 критиков. Консенсус сайта гласит: «Последовательности действий мастерски поставлены. Однако «Говорящие с ветром» слишком много клише и лишь поверхностно затрагивают историю говорящих по коду». На Metacritic фильм получил оценку 51% на основе отзывов 35 критиков, что указывает на «смешанные или средние отзывы». Зрители, опрошенные CinemaScore, поставили фильму оценку «B+» по шкале от «A» до «F».
Роджер Эберт из Chicago Sun-Times дал фильму 2 звезды из 4, отметив, что «создатели фильма похоронили его под штампами поля боя, сосредоточив историю на белом персонаже, которого играет Николас Кейдж». Роберт Келер из Variety назвал это «мощной предпосылкой, превратившейся в упрямо плоский, производный фильм о войне».
Фильм подвергся критике за то, что персонажи навахо представлены только во второстепенных ролях; они не были в центре внимания фильма. Фильм занял четвертое место в рейтинге Careeraftermilitary.com «10 самых неточных военных фильмов из когда-либо созданных», в который также вошли Патриот, Повелитель бури, Ю-571, Зелёные береты, Пёрл-Харбор, Битва в Арденнах, Красные хвосты, Враг у ворот и Эскадрилья «Лафайет» в списке фальсифицированных фильмов о войне.
Джон Ву сказал: «Основные темы „Говорящих с ветром“ — дружба и взаимопонимание. К сожалению, студия хотела фильм о Джоне Уэйне, просто типичный американский фильм о героях со взрывами каждые несколько минут. Это не история о героях. Это история о человеке и его собственных демонах, пытающихся спастись от войны. Я сделал фильм таким, но некоторые люди в студии не оценили его, и, в конце концов, я Думаю, и зрители тоже».